# Mihael Blažko
Mihael Blažko, slovenski zidarski mojster, * 21. september 1810, Lokavec, Ajdovščina, † 22. junij 1897, Lokavec.
Blažko se je rodil kot najmlajši od šestih otrok, očetu Francu (1765–1844) in mami Mariji roj. Jerkič (1772–1850) v Lokavcu. Slovel je po vsej Vipavski dolini kot sposoben zidarski podjetnik, kar pa je bil tudi že njegov oče. Skupaj s sinom Francem (1844–1906) sta zgradila nove cerkve v Branici, Budanjah, Štjaku, Vrhpolju ter zvonika v Velikih Žabljah in Stomažu. Po načrtih vipavskega dekana Grabrijana sta v letih 1867–1874 za širino kora podaljšala cerkev Marije Tolažnice na Logu ter izdelala novo pročelje nad katerim se dviga 56 m visok zvonik. Blažko je sodeloval tudi pri prezidavi cerkve sv. Vida v Črničah. Poleg sakralnih objektov je zgradil še nekaj drugih zgradb: šolo na Dolu pri Vogljah, stavbo za pivovarno v Ajdovščini, več mostov in nekatere razkošne hiše v Ajdovščini.